# كسكاس

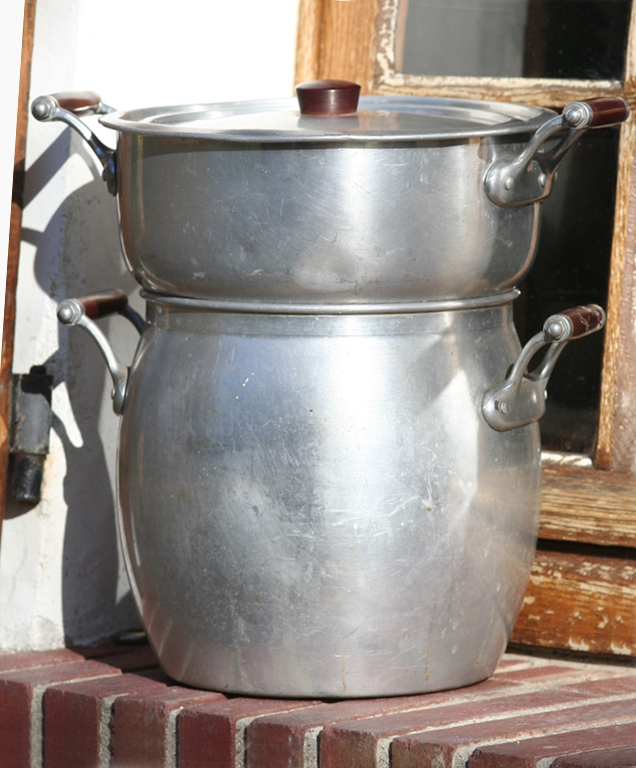
المقفول والكسكاس

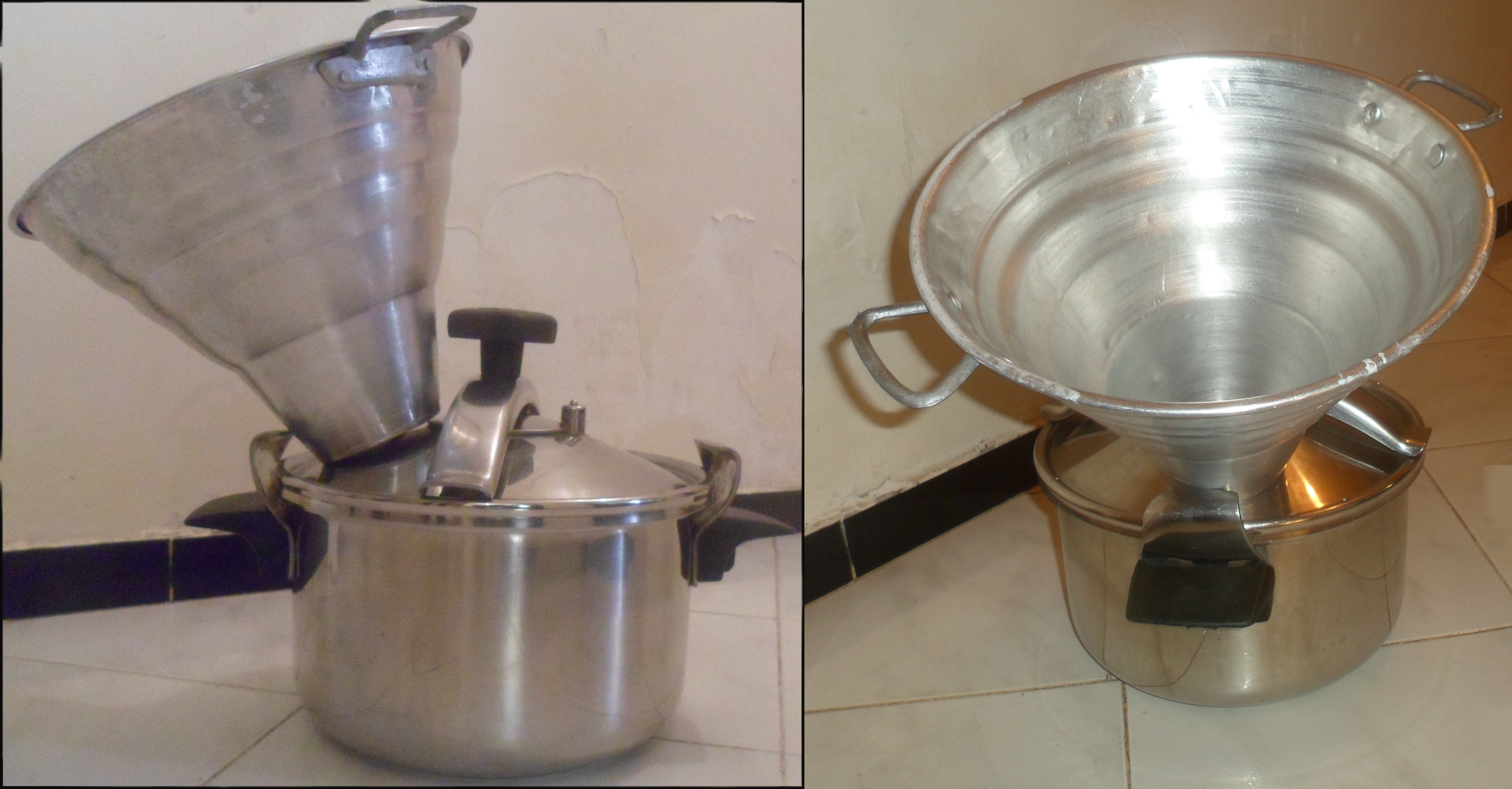
المقفول والكسكاس العصري

الكسكاس هو الجزء العلوي من ماعون إعداد الكسكسي، ويسمى الجزء السفلي منه بـالمقفول. والكسكاس كثير الثقب، بما يسمح بتسرب البخار من المقفول ليتخلل الكسكسي حتى ينضج.
بعد ظهور حلة الضغط بدأ الناس في المغرب العربي يستعملون نوعا جديدا من الكساكيس حيث يركب عنصر (الكسكاس) على شكل هرم لولبي فوق حلة الضغظ وهكذا تقوم حلة الضغط بدور المقفول والكسكاس يقوم بدوره العنصر المتواجد فوقها.